# Суфі Хасан Абу Талеб
Суфі Хасан Абу Талеб (27 січня 1925 — 21 лютого 2008) — єгипетський політик, виконував обов'язки президента Єгипту (1981) після убивства Анвара Садата.

## Життєпис
1946 року закінчив юридичний факультет Каїрського університету, у 1948–1950 роках навчався в Паризькому університеті.
У 1978–1983 роках очолював Народні збори Єгипту.